# Visoko
Visoko es una ciudad en la parte central de Bosnia y Herzegovina. Está ubicada en la vía entre Zenica y Sarajevo, a orillas del río Bosna, en el punto donde su afluente, el Fojnička se le une. Administrativamente forma parte del cantón de Zenica Doboj de la Federación. La ciudad es particularmente conocida por su industria del cuero.
La población de Visoko cuenta con una variedad de etnias procedentes de: el 74.54% eran bosnios, el 15.99% serbios, el 4.28% croatas, el 3.16% yugoslavos y el 2.04% de otros orígenes. La ciudad tiene un total de 15.310 habitantes.
El equipo de fútbol local es el NK Bosna. 

## Historia

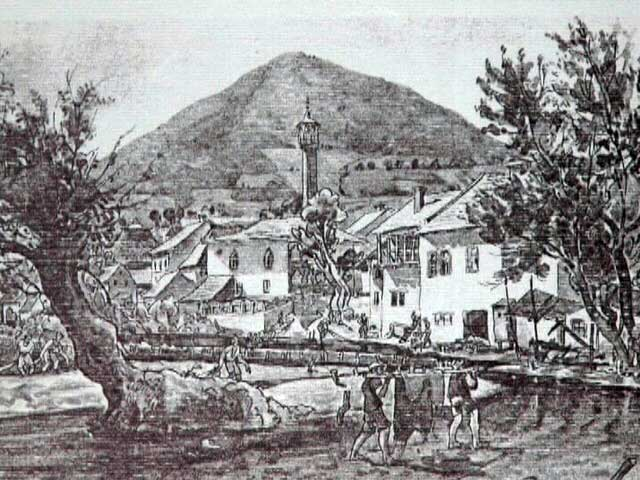
Foto de Visoko – en la época del dominio turco.

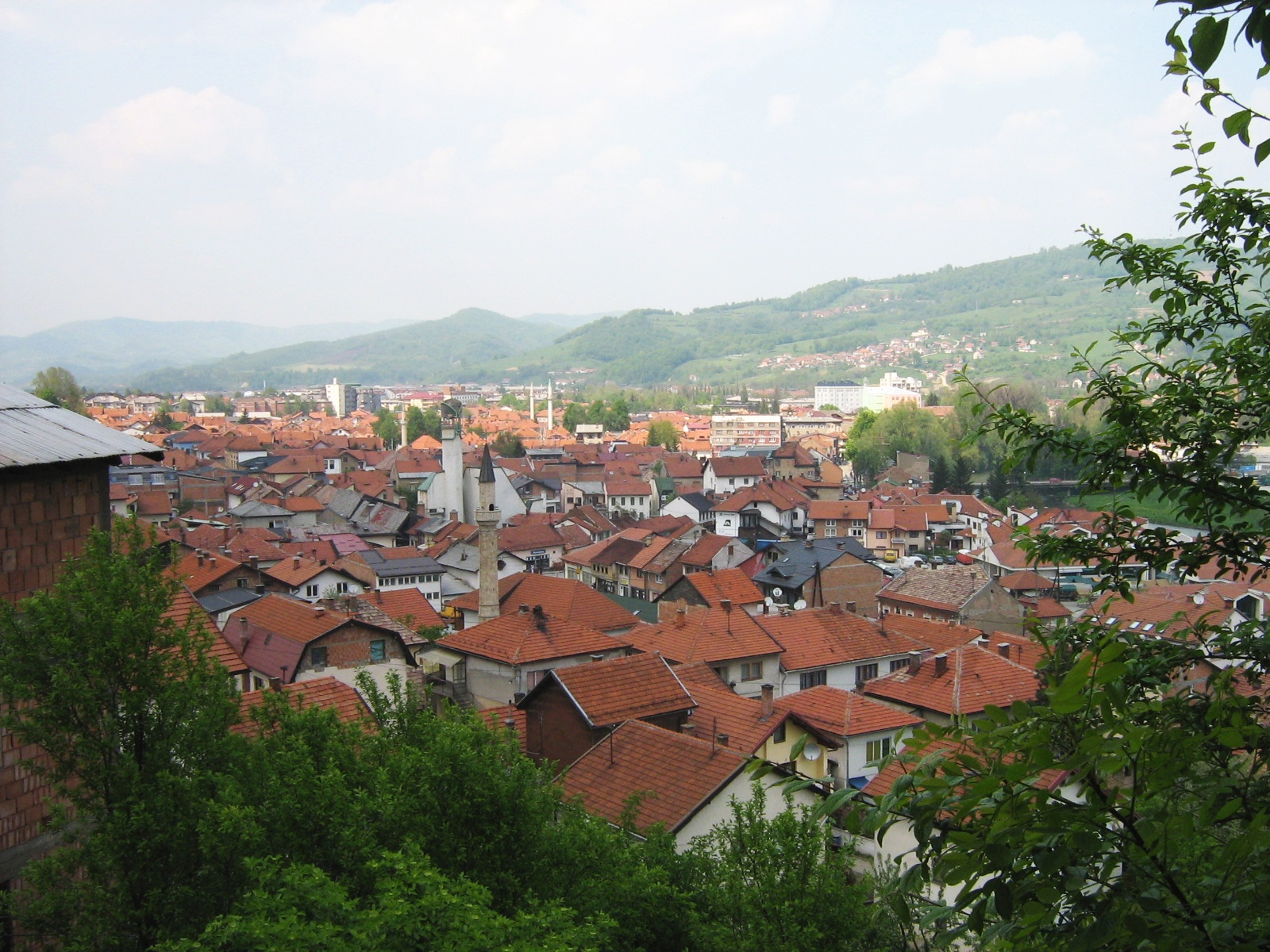

En la Edad Media, Visoko era la capital social, económica y política de Bosnia, recibiendo el título de ciudad real. La primera mención de la ciudad en textos data de 1355 en un mapa de mercaderes de Dubrovnik realizado por Ban Kulin.
Visoko fue centro de la Iglesia de Bosnia cuya diócesis estaba ubicada en el área de Biskupici a 4 km de Visoko. El nombre Visoko es reciente para esta ciudad. Su nombre tradicional es Visoki, que significa lugar alto, debido a que la ciudad real se encontraba en la cercana montama de Visočica. El centro urbano está ubicado más abajo y recibía el nombre de Podvisoki ("bajo lo alto").
En octubre de 2005, el arqueólogo Semir Osmanagić informó haber descubierto una pirámide en la colina de Visočica de 220 metros de alto (pirámide del sol) y de probablemente unos 30000 años de antigüedad. Otras informaciones sugieren que podría haber dos pirámides, y la más grande tendría una altura de 645m. De ser confirmado este descubrimiento, sería la única pirámide conocida en Europa.La Asociación Europea de Arqueólogos emitió en 2011 una declaración al respecto a ello:
Nosotros, los abajo firmantes arqueólogos profesionales de todas partes de Europa, queremos protestar enérgicamente por el continuo apoyo de las autoridades bosnias al llamado proyecto de la "pirámide" que se realizan en las colinas de Visoko. Este es un engaño cruel a un público desprevenido y no tiene cabida en el mundo de la ciencia genuina. Es un desperdicio de los escasos recursos que estarían mucho mejor utilizados en la protección del patrimonio arqueológico genuino y está desviando la atención de los problemas acuciantes que afectan a los arqueólogos profesionales en Bosnia-Herzegovina diariamente.